# رواد الأعمال (مجلة)
رواد الأعمال مجلة شهرية يتم إصدارها من المملكة العربية السعودية، متخصصة في مجال ريادة الأعمال ونشر ثقافة العمل الحر منذ إطلاقها في عام 2012، تقدم مجموعة من المقالات التي توضح للقراء كيفية إطلاق المشاريع، والأفكار المهمة التي تساعدهم في النجاح، سواء لبدء مشروع صغير أو الإدارة بفاعلية، أو التسويق بمختلف أنواعه، مع نشر أنماط متنوعة لقصص نجاح الرواد والرائدات مترجمة من اللغات الكورية، والإسبانية، والإنجليزية، والتي تنفرد بها على مستوى الشرق الأوسط.
تصدر عن مؤسسة سواحل الجزيرة لإعلام ريادة الأعمال، وتتبع المقر الرئيسي في الرياض بالمملكة العربية السعودية، كما تمتلك مكاتب في القاهرة بجمهورية مصر العربية، والسودان.

## أقسام المجلة

### مجتمع ريادي
يتضمن هذا الباب مجموعة من أهم الموضوعات التي تسلط الضوء على مفهوم ريادة الأعمال، وكيفية النجاح فيها، فضلًا عن أهم النصائح التي يقدمها الخبراء إلى الرواد الشباب. كما يشمل عرضًا لكتاب مهم يساعد رواد الأعمال في الكثير من الأمور المتعلقة بالشركات والمشاريع.

### قصص نجاح
يعرض هذا القسم، السيرة الذاتية الخاصة بالعديد من رواد ورائدات الأعمال في العالم عامة، والوطن العربي خاصة؛ حيث يسلط الضوء على كيفية إطلاقهم للمشاريع، وطرق تغلبهم على التحديات المختلفة، والدروس المستفادة من رحلتهم.

### مال وأعمال
يشمل هذا الباب، مجموعة من الأقسام التي تتعلق بالإدارة والتخطيط، والتسويق، والتمويل، وطرق دعم المشاريع من خلال مهارات متطورة، تدفع الشباب نحو الاستقلال المادي.

### تطوير
يقدم هذا الباب، عددًا من الأقسام التي تتضمن المسؤولية الاجتماعية ومفهومها وكيفية تأثيرها في الشركات، إلى جانب الإبداع والمهارات الابتكارية اللازمة لنجاح رواد الأعمال، وكيفية استغلال مواقع التواصل الاجتماعي لنجاح المشاريع، وعرض خاص لأهم المستجدات التكنولوجية.

### مشاريع صغيرة
يتسم هذا القسم بأكبر مكتبة لأفكار المشاريع الناجحة، ودراسات الجدوى بالتفصيل والأرقام، كما يعرض أبرز الاقتراحات للشباب الذي يفكر في اقتحام مجال ريادة الأعمال بنجاح.

### الفرنشايز
يقدم هذا الباب، حوارًا مع أهم الخبراء في قطاع الامتياز التجاري، كما يكشف مفهومه، وكل الأمور المتعلفة به بالنسبة للمانح والممنوح على حد سواء.

### لايف ستايل
تم تجديد هذا القسم كليًا؛ حيث تطورت المجلة لتشمل السياحة والترفيه وكل ما يتعلق بأسلوب حياة رواد الأعمال والمشاهير في عالم المال، مع كيفية جني الأرباح والاستثمار في هذه القطاعات الحيوية.

### تنمية بشرية
استحدث قسم التنمية البشرية، ويقدم مجموعة من الأفكار المتعلقة بإدارة الموارد البشرية، وتنظيم الوقت، إلى جانب تطوير الذات؛ إيمانًا بأهمية تلك الأمور في حياة الرائد الناجح.

## التحول الرقمي
تتبنى رواد الأعمال رؤية التحول الرقمي، وتعتمد على تقديم أكبر مكتبة من المقالات والموضوعات في شتى الأقسام عبر موقعها الإلكتروني، والذي تتميز به عن كل المجلات العربية المتعلقة بهذا المجال؛ فضلًا عن التطبيق الخاص بها، وقناة يوتيوب للفيديوهات. ويعتبر موقعها الإلكتروني من أشهر المواقع الريادية انتشارًا على الآيباد والهواتف الذكية، كما استطاعت أن تحقق رواجًا كبيرًا في السعودية والوطن العربي، والعديد من الدول العالمية، فيما حقق الموقع انطباعات تصل إلى 20 مليون فترة لا تزيد عن 3 أشهر فقط خلال عام 2021.

## مطبوعات وإصدارات أخرى
كان لتطور رواد الأعمال تأثيرًا كبيرًا في الإصدارات الخاصة بمؤسسة سواحل الجزيرة الإعلامية؛ والتي تقدمت لإصدار مجلات متخصصة مثل: «ليدرز Leaders» باللغة الإنجليزية، "الجوهرة" للمرأة العربية، «الاقتصاد اليوم»، «عالم التكنولوجيا»، و«سعود» للأطفال.

## تحرير «رواد الأعمال»
تتولى الأستاذة الجوهرة بنت تركي العطيشان؛ رئاسة تحرير المجلة، إذ تمتلك سجلًا حافلًا بالإنجازات في هذا المجال، كما حصلت على العديد من الجوائز في مختلف الدول العربية لدورها الفعال في دعم ونشر ثقافة ريادة الأعمال.
ويتولى الأستاذ عبد الله عبدالجيد مهمة نائب رئيس التحرير، فيما يتولي الأستاذ محمد عبد الرحيم مهمة مدير تحرير المجلة الورقية، والأستاذ آدم حبيب مهمة سكرتير تحرير المجلة الورقية.
أما الموقع الإلكتروني، فقد شهد مشاركة العديد من الكتاب العرب والأجانب، منهم الدكتور نبيل شلبي، وديف كاربن، وجورج توروك، إلى جانب عدد من الصحفيين الواعدين من الدول العربية، منهم: أحمد سلامة، مصطفى صلاح، محمد علواني، محمد أمين زهران.
أما الموقع الإلكتروني، فقد شهد مشاركة العديد من الكتاب العرب والأجانب، منهم الدكتور نبيل شلبي، وديف كاربن، وجورج توروك، إلى جانب عدد من الصحفيين الواعدين من الدول العربية، منهم: أحمد سلامة، مصطفى صلاح، محمد علواني، محمد أمين زهران، عبد الله القطان، حسين الناظر، دعاء أحمد، سلسبيل سعيد، وإسلام النجار، ولمياء حسن؛ التي تولت مهمة مدير التحرير منذ 23 فبراير عام 2020.

## وصلات خارجية
- موقع مجلة رواد الأعمال.